# 시로 마사무네
시로 마사무네(일본어: 士郎 正宗, Masamune Shirow, 1961년 11월 23일~ )는 일본의 만화가이자 일러스트레이터, 디자이너이다. 효고현 고베시 후쿠아이 구(현:주오구)출신. 오사카 예술대학 예술학부 미술학과 졸업. 대학에서 미술교원면허를 획득. 1985년 애플시드로 데뷔. 대표작으로는 애플시드, 공각기동대 등이 있다.

## 작품 목록
만화단행본
- 블랙매직
- 애플시드
- 도미니온
- EXON DEPOT
- GUN DANCING
- PILE UP
- 선술초공각 오리온
- 공각기동대
  - 공각기동대 GHOST IN THE SHELL
  - 공각기동대1.5 HUMAN-ERROR PROCESSER
  - 공각기동대2 MANMACHINE INTERFACE

화집
- INTRON DEPOT 시리즈
  - INTRON DEPOT
  - INTRON DEPOT2 BLADES
  - INTRON DEPOT3 BALISTICS
  - INTRON DEPOT4 BULLETS
- PIECES 시리즈
  - PIECES 1
  - PIECES 2 PhantomCats
  - PIECES 3 WILD WET QUEST
  - PIECES 4 HELLHOUND-01
  - PIECES 5 HELLHOUND-02
  - PIECES 6 HELLCAT
  - PIECES 7 HELLHOUND-01&02

## 미디어믹스

### OVA
- 블랙매직 M-66 (1987년)(원작・감독・각본・그림콘티・디자인)
- 도미니온 (1988년 - 1989년)(원작)
- 애플시드 (1988년)(원작)
- 특수전차대 도미니온 (1993년 - 1994년)(원작)
- 경찰전차대 TANK S.W.A.T (2005년)(원작)
- 공각기동대 S.A.C. Solid State Society (2006년)(원작)

### TV 애니메이션
- 공각기동대 STAND ALONE COMPLEX (2002년)(원작)
- 공각기동대 S.A.C. 2nd GIG (2004년)(원작)
- 신령사냥/고스트 하운드 (2007년)(공동원작)
- RD 잠뇌조사실 (2008년)(원작)
- 애플시드 XIII (2011년)(원작)

### 애니메이션 영화
- GHOST IN THE SHELL/공각기동대 (1995년)(원작)
- 이노센스 (2004년)(원작)
- 애플시드 (2004년)(원작)
- 애플시드 엑스마키나 (2007년)(원작)